# Vigo (Carral)
Vigo (llamada oficialmente San Vicente de Vigo) es una parroquia española del municipio de Carral, en la provincia de La Coruña, Galicia.

## Entidades de población
Entidades de población que forman parte de la parroquia:
- Abrigosa (A Abrigosa)
- A Agrela de San Vicente
- A Igrexa de San Vicente
- Ameás
- A Ramalleira
- Las Tablas (As Táboas)
- Balbén
- Ludiña (A Ludiña)
- Parapar
- Río Barces
- Río Brexo
- Taramuño
- Valiños

## Demografía
| Gráfica de evolución demográfica de Vigo entre 2000 y 2018 |
|                                                            |
| Datos según el nomenclátor publicado por el INE.           |